# کابوهایی از جهنم
 «کابوهایی از جهنم» (به انگلیسی: Cowboys from Hell) پنجمین آلبوم از گروه هوی متال پنترا است که در ۲۴ ژوئیه ۱۹۹۰ منتشر شد.
این اولین آلبوم پنترا بود که برای اعضای گروه موفقیت تجاری به‌همراه داشت و سبک نوظهور آن‌ها با نام گروو متال را به مخاطبان موسیقی معرفی کرد. کابوهایی از جهنم از سوی بیشتر هواداران پنترا به‌عنوان «اولین» آلبوم رسمی آن‌ها تلقی می‌شود؛ همین‌طور از طرف اعضای گروه که پس از ۴ آلبوم گلم متال را کنار گذاشتند و گروو متال را عرضه کردند.

## فهرست قطعات آلبوم
| شماره      | نام                 | مدت   |
| ---------- | ------------------- | ----- |
| ۱.         | «کابوهایی از جهنم»  | ۴:۰۶  |
| ۲.         | «سورتمه محکم قدیمی» | ۲:۱۳  |
| ۳.         | «تعطیلات روانی»     | ۵:۱۹  |
| ۴.         | «ارتداد»            | ۴:۴۷  |
| ۵.         | «دروازه‌های گورستان» | ۷:۰۲  |
| ۶.         | «چیرگی»             | ۵:۰۴  |
| ۷.         | «خرد و خمیر»        | ۳:۲۲  |
| ۸.         | «درگیری با واقعیت»  | ۵:۱۶  |
| ۹.         | «حکیم»              | ۵:۱۵  |
| ۱۰.        | «پیام خونین»        | ۵:۱۴  |
| ۱۱.        | «خواب»              | ۵:۴۷  |
| ۱۲.        | «هنر شردینگ»        | ۴:۱۸  |
| مجموع مدت: | مجموع مدت:          | ۵۷:۴۴ |

## نظر منتقدان
گرگ موفیت (موسیقی‌نویس اهل بریتانیا) طی نقدی در بی‌بی‌سی، از کابوهایی از جهنم به‌عنوان «یکی از لحظات تعیین‌کننده در هوی متال مُدرن» یاد کرده‌است.
لاودوایر از این آلبوم به‌عنوان اثری یاد کرده که پنترا با آن صدایشان را پیدا کردند.

## اعضای مشارکت‌کننده
- فیل انسلمو: آواز
- دایمند دارل: گیتار
- رکس براون: گیتار باس
- وینی پال: درامز